# .sdc
.sdc, Secure Download Cabinet är ett filformat för krypterade och komprimerade filer som används vid leveranser av programvaror.
När man laddar ner ett program (eller snarare en .iso-fil) via en körbar downloader-fil får man först en .sdc-fil. Under tiden som .iso-filen laddas ner ser man alltså en .sdc-fil. Detta stöter man till exempel på inom utbildningsväsendet när studenter ska ladda hem programvara via MSDNAA.